# Villa Arabesque
 (août 2016).
La Villa Arabesque est une maison construite entre 1978 et 1983 par le Baron Enrico di Portanova située à Acapulco dans l'État de Guerrero, au Mexique.

## Histoire
Le Baron fit l’acquisition des terrains en 1975 à Bruno Pagliai, au lieu-dit Guitarron, en bas de la colline de Las Brisas. Le travail des architectes dura deux ans avant que ne débutent les travaux qui allaient durer cinq ans, de 1978 à 1983. 1 500 ouvriers travaillèrent sur ce chantier pour un coût de 5 millions de dollars[réf. nécessaire]. 
Des matériaux de la région furent utilisés, tels que le marbre provenant de l'État de Guerrero, où se trouve Acapulco.
De style méditerranéen, cette maison de 6 000 m2 comporte 28 chambres et 26 salles de bain pour les invités. Elle est la plus grande[réf. nécessaire] jamais construite à l'époque à Acapulco. Elle compte également 4 piscines[réf. nécessaire].
L'architecte Aurelio Munoz Castillo, proposa au Baron de construire au sein même de la villa une discothèque privée (auparavant le Baron organisait toutes ses fêtes au club Armando's). L'architecture de la discothèque reprend l'aspect des fonds marins d'où son nom Poséidon discothèque (elle peut accueillir 200 personnes). Le Poséidon Grill est attenant et peut recevoir 60 invités. La terrasse qui surplombe la villa est pourvue d'un héliport privé. Outre une immense salle de bal à l'unique usage de la Baronne, les cuisines étaient de grande taille, comparable à celles d'un hôtel[réf. nécessaire].
Sur les plans originaux, les architectes avaient prévu des chambres pour 15 domestiques, mais ils furent ensuite modifiés afin d’augmenter la capacité d’accueil à 40 domestiques, nécessaires au bon fonctionnement de la maison qui recevait souvent des invités célèbres tels que Roger Moore, Sylvester Stallone, Placido Domingo, Henry Kissinger… 
Un funiculaire privé a été ajouté vers la fin des travaux afin de relier les différents niveaux de la maison. Tous les meubles ont été dessinés spécialement pour la maison. Les frais d'entretien de la maison se montaient à 600 000 dollars par an. La villa était également protégée par une tour où des agents de sécurité armés montaient la garde.
Conformément aux souhaits du Baron, aucun angle n'est droit pour créer une apparence dynamique. Une cascade part du haut de la maison en traversant la propriété jusqu'à la mer. Une petite plage privée borde le bas de la propriété.
Lors de la fête de préinauguration, le marbre du sol n'ayant toujours pas été posé, Sandra di Portanova le fit entièrement recouvrir de Bougainvillier. L'une des toutes premières fêtes fut donnée en l'honneur de Henry Kissinger et sa femme Nancy.
Utilisée pour de nombreuses fêtes renommées, la Villa Arabesque est devenue l'un des décors principaux du film James Bond Permis de tuer. Les Portanova ont mis la villa à disposition pour le tournage
Après la mort du Baron en mars 2000, suivie par sa femme Sandra un mois plus tard, le frère de la Baronne Greg Hovas hérita de la villa. Sa femme Jana Jaffe, architecte d'intérieur, a rénové la villa en conservant l'esprit des Portanova.
La villa est actuellement en vente pour 18 millions de dollars US[réf. nécessaire][Quand ?].